# Władysław Stępniak
Władysław Stępniak (ur. 22 września 1909 w Poznaniu, zm. 8 lutego 1951 w Poznaniu) – polski bokser, reprezentant kraju.
Sport pięściarski uprawiał w klubie Warta Poznań. Uczestnicząc w mistrzostwach Europy w Budapeszcie 1930 roku, odpadł w walce Jánosem Szélesem (złotym medalistą tych mistrzostw) w eliminacjach kategorii koguciej. Startując w mistrzostwach Polski, zdobył brązowy medal w 1928 roku w wadze muszej, natomiast w 1930 wywalczył tytuł mistrza Polski w kategorii koguciej. Był w posiadaniu dwóch tytułów drużynowego mistrza Polski w 1927 i 1930 roku. Trzykrotnie wystąpił w reprezentacji Polski w 1930 roku, gdzie poniósł 3 porażki: z Hansem Ziglarskim (reprezentacja Niemiec) w Katowicach, z Dworzakiem (reprezentacja Czechosłowacji) w Pradze, z Lindenheimem (reprezentacja Austrii) w Wiedniu.
Został pochowany na Cmentarzu Junikowo w Poznaniu (pole 3, kw.4, rz.7, m.251).